# La Chapelle-Saint-Laud

La Chapelle-Saint-Laud este o comună în departamentul Maine-et-Loire, Franța. În 2009 avea o populație de 623 de locuitori.